# Hội âm

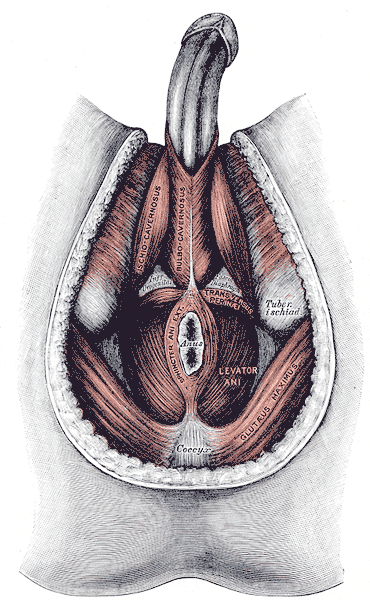

Hội âm vùng nằm giữa hậu môn và phần ngoài bộ phận sinh dục. Tại đây có huyệt Hội âm, là nơi hội tụ của 3 mạch: mạch Nhâm, mạch Đốc và mạch Xung.
Trong y học cổ truyền phương Đông thì Hội âm được dùng để bấm điều kinh cường thận, thanh lợi thấp nhiệt, chữa các chứng liên quan đến hệ sinh dục, hậu môn và tiết niệu, đặc biệt các chứng như di tinh, hoạt tinh, xuất tinh sớm, rối loạn kinh nguyệt...

## Vị trí
Hội âm nằm ở giữa tiền âm và hậu âm (đàn ông thì lấy điểm giữa đường nối Bìu và Hậu môn, đàn bà lấy điểm giữa đường nối giữa bờ sau Môi lớn và Hậu môn)

## Tác dụng
Có tác dụng trong Thượng mã phong cùng với huyệt Trường Cường